# Kościół Najświętszej Marii Panny w Poznaniu
Kościół Najświętszej Marii Panny in summo w Poznaniu – zabytkowy gotycki kościół na poznańskim Ostrowie Tumskim wraz z resztkami wczesnopiastowskiego palatium.

## Historia kościoła

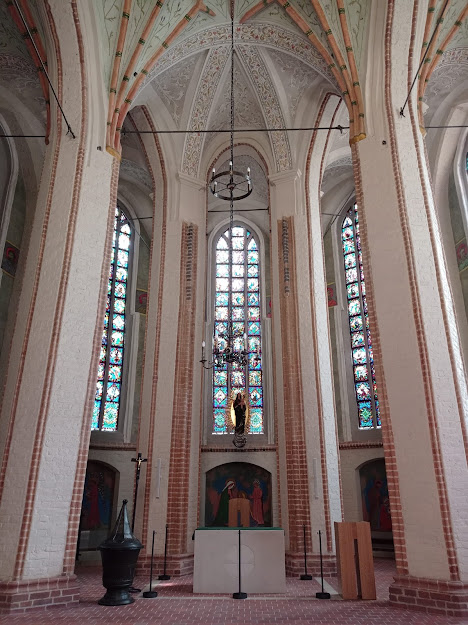
Wnętrze

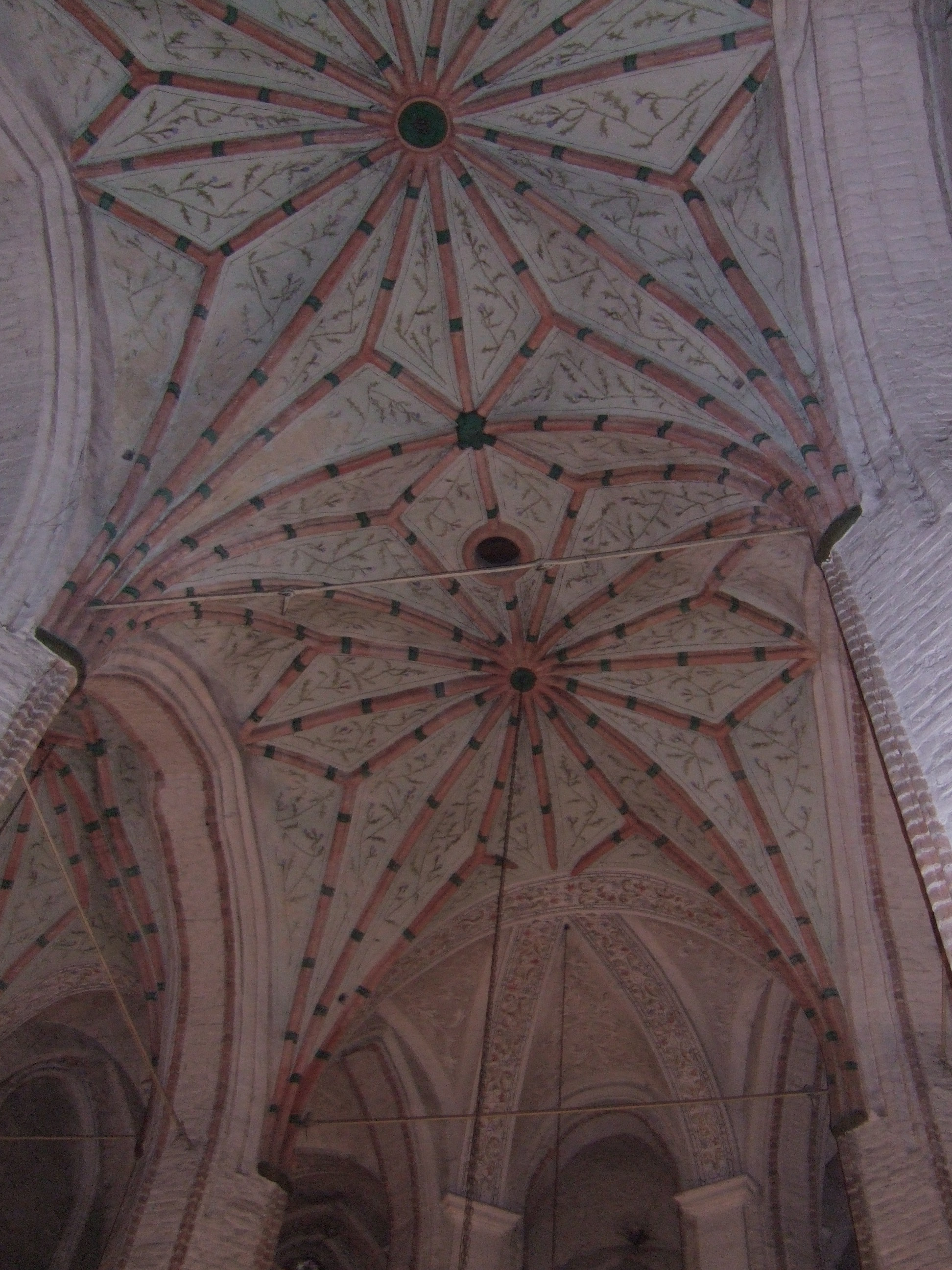
Sklepienie gwiaździste w nawie

Według badań archeologicznych, kilka metrów na południe od prezbiterium obecnego kościoła znajdują się fundamenty rotundy pełniącej funkcję kaplicy; pewnym jest natomiast istnienie pod kościołem resztek palatium przypisywanego Mieszkowi I.
Choć w dokumentach kościół pod dzisiejszym wezwaniem pojawia się po raz pierwszy w 1247, w dzisiejszym kształcie powstał w latach 1430-1447 (niektóre źródła przesuwają te daty o rok później), a 2 lipca 1448 został konsekrowany przez biskupa Andrzeja z Bnina. Od tegoż dnia do 1 marca 1805 pełnił on funkcję kolegiaty – jego kapituła składała się z prałatury i pięciu kanonikatów, a następni biskupi dodawali kolejne urzędy.
Świątynia w toku dziejów była wielokrotnie remontowana, a na początku XIX wieku była w tak złym stanie, że planowano jej rozbiórkę; zapobiegła jednak temu gruntowna restauracja obiektu z lat 1859-1862.
W trakcie II wojny światowej kościół pełnił funkcję magazynu muzealiów. W latach 1954–1956 dokonano rekonstrukcji wnętrza pod kierownictwem Wacława Taranczewskiego. Zaprojektował on witraże i wzorowaną na gotyckiej nastawę ołtarzową w formie ołtarza szafiastego (poliptyku). Następnie w 1976 przeprowadzono remont elewacji z częściową wymianą i uzupełnieniem lica, kształtek w lizenach i w sterczynach szczytu.
W 1988 świątynia została zamknięta, prowadzono w niej prace budowlane przy wzmacnianiu filarów mające na celu poprawę statyki budowli. Wokół kościoła prowadzono także badania archeologiczne kierowane przez Hannę Kóčkę-Krenz. W latach 2017–2021 przy współpracy archidiecezji poznańskiej, miasta Poznania i Muzeum Archeologicznego dokonano gruntownej renowacji i konserwacji kościoła. Wykonano też ekspozycję palatium Mieszka I wraz z kaplicą Dobrawy. Świątynia została przywrócona do pełnienia funkcji sakralnych 14 kwietnia 2021 w narodowe Święto Chrztu Polski. Tego dnia abp Stanisław Gądecki, metropolita poznański, poświęcił ołtarz w kościele.

## Opis
Dzisiejszy kościół powstawał w kilku fazach. Korpus nawowy (zapewne krótszy niż pierwotnie planowano) wzniesiono ze środków poznańskiej kapituły w I poł. XV w. Pracami kierował Hanusz Prus z Poznania, który kontynuował szkołę Heinricha Brunsberga, natomiast Jan Lorek z Kościana dobudował szczyt zachodni, a Mikołaj z Poznania wraz z synem – sklepienia.
Całość budowli wykonano z czerwonej cegły przetykanej cegłą glazurowaną. Szczyt wypełniają biało otynkowane blendy, a wieńczy go sygnaturka oraz sterczyny z kwiatonami. Skarpy są włączone w ściany, a na zewnątrz sygnalizują je lizeny. Pomiędzy nimi znajdują się olbrzymie ostrołukowe okna, zaślepione od strony północnej.
Halowa konstrukcja podzielona jest na trzy nawy przekryte sklepieniem gwiaździstym z XV w. oraz zamknięte pięciobocznie prezbiterium i ambit ze sklepieniami żaglastymi z 1727. Wnętrze pokrywają polichromie namalowane w latach 1954–1955 przez Wacława Taranczewskiego. Wykonał on też poliptyk wzorowany na gotyckim, a rok później zaprojektował witraże.
Przed kościołem znajduje się kolumna z figurą Matki Boskiej Niepokalanej z 1886 roku.